# Козловски, Петер
Петер Козловски (2 октября 1952, Гёттинген, Нижняя Саксония — 15 мая 2012 или 11 мая 2012, Амстердам) — немецкий философ и учёный-экономист, специалист философии управления и организации и истории современной философии.

## Образование и карьера
Петер Козловски учился в Тюбингенском и Мюнхенском университетах, а также Виргинском политехническом институте (США). В 1979 году в Мюнхенском университете получил степень доктора наук за исследование, проведенное под руководством Германа Крингса (нем. Hermann Krings)и Роберта Шпемана (нем. Robert Spaemann). Там же год спустя получил диплом экономиста и с 1979 по 1985 год работал в качестве научного сотрудника факультета философии.
С 1985 по 1987 Козловски работал профессором философии и политической экономии, а также был руководителем факультета фундаментальных наук в Университете Виттен-Хердеке (нем. Universität Witten/Herdecke) , а с 1987 по 2004 трудился там же в качестве внештатного профессора философии и политической экономии. С 2004 года стал профессором философии, в частности философии управления и организаций, а также истории философии в Свободном университете Амстердама.
Со времени обучения в Мюнхене Козловски был членом студенческой организации «K.St.V. Rheno-Bavaria München» Немецкой католической ассоциации студенческих организаций. В 1987 году был избран генеральным директором Исследовательского института философии в Ганновере и занимал эту должность до 2000 года. С 1997 по 2003 год руководил проектом «Дискурс мировых религий», представленный на выставке «Экспо-2000» в Ганновере. В 2002—2003 годах Козловски работал в качестве приглашённого учёного и консультанта в «Либерти-Фонде» в Индианаполисе (США). В 2003—2004 годах являлся научным сотрудником Международного центра экономических исследований в Турине (Италия).
В 1998 году Петер Козловски удостоен звания почётного доктора Московского педагогического университета и Российского государственного педагогического университета имени А. И. Герцена. В 2001 году награждён крестом на ленте ордена «За заслуги перед Федеративной Республикой Германия». Являлся председателем Форума по этике и культуре предпринимательства Немецкого общества философии.

## Этика предпринимательства
Петер Козловски и его работа «Этика капитализма», которая впервые увидела свет в 1982 году, в числе первых в Германии выделили этику предпринимательства в качестве отдельной отрасли знаний. Козловски утверждал, что возрождение понятия «этика» является результатом кризиса 1970-х годов и представляет собой реакцию постмодернистского общества на осознание высказанной публично мысли о конечности мира и ограниченности ресурсов. Он охотно говорил об аналогиях между политической экономией и «этичной экономикой»: последняя служит не только для поиска ответов на общие нормативные вопросы, но и для внедрения элементов этики в позитивный анализ взаимосвязи производства, спроса и ценовой системы. Козловски выделял три функции этики предпринимательства:
1. Обоснование экономического строя
2. Этика как средство исправления экономических неудач
3. Этика предпринимательства как прикладная нормативная этика предпринимательства

С философской точки зрения Петер Козловски опираелся на герменевтику Фридриха Шлейермахера и Вильгельма Дильтея, а также на следующую из неё экономическую теорию новой исторической школы Густава фон Шмоллера. Экономика определялась как одна из сторон всеобщей общественной жизни, наравне с культурой, политикой или правом. Этика предпринимательства фактически основывалась лишь на побочном влиянии торговли на другие сферы жизни. Определение нравственных благ выводилось из вышестоящих элементов системы:

«Одним из фундаментальных положений естественного права является тот факт, что блага нельзя выразить в виде принципа или цены, они выражаются как воплощение совершенства природы вещей под влиянием совокупности бытия».
Оригинальный текст (нем.)Es ist eine der Grundeinsichten des Naturrechts, dass das Gute nicht in einem Prinzip oder Wert ausgedrückt werden kann, sondern unter Berücksichtigung der Totalität der Wirklichkeit als die Verwirklichung der vollkommenen Natur der Sache zu bestimmen ist.
— Peter Koslowski: Stichwort „Wirtschaftsethik“, in: Annemarie Pieper, Urs Turnherr: Angewandte Ethik, Beck, München 1998, 197-218, 203
Экономика полагалась способом получить информацию о правильном распределении ресурсов, а выбор целей считался делом этики. С точки зрения содержания Козловски рассматривал экономическую этику как деонтологическую этику, которая с одной стороны ориентируется на Канта, а с другой — на этику ценностей Макса Шелера.
В экономическом сосуществовании Козловски выделял три формы обмена, учитывая исторические и современные общества: общественно обусловленный обмен в семье, обмен на рынках и вынужденный обмен. Основным вопросом он считал определение, какая форма обмена в какой степени воплотилась в действительности. В ходе развития цивилизации позиции индивидуализма значительно укрепились, особенно в эпоху Просвещения. Это, в свою очередь, привело к преобладанию рынка над другими формами обмена в современном обществе. В капитализме, по мнению Козловски, наблюдаются три определяющих структурных особенности: частная собственность, стремление к прибыли и координирование торговых сделок на рынке.
Гипотезы, лежащие в основе экономических моделей, которые представляют рынок как институт, ведущий к самым высоким показателям, на практике оказались несостоятельными. К тому же существует достаточно большое количество производителей и потребителей, для которых адаптация достигается без потери денежных средств и времени, а рынок функционирует без операционных расходов. На практике требовались механизмы, которые компенсировали бы отклонения от идеальных условий. Таким образом, в торговой традиции воспитывалась надежность и доверие. Однако при наличии устоявшихся этических правил существует проблема «безбилетного пассажира»: чем больше рынок и меньше социальный контроль, тем больше опасность, что отдельные личности будут обогащаться необоснованно за счет средств общества. В этом Козловски видел ситуацию-дилемму («дилемма заключенного»), которую сложно преодолеть из-за недостаточной информации и, тем самым, обоснованной неопределенности. Вместе с отказом рынка вероятен и отказ этики. Единственным выходом полагалось убеждение, что внешне определенные ценности, например, религия, естественное право или регулятивные принципы (Кант), будут побуждать индивидуумов к этическому поведению.
Этика предпринимательства как прикладная нормативная этика является средством для улучшения координации экономики и общества.

«Прикладная этика предпринимательства анализирует, критикует и формулирует те достоинства или предпочтения в отношении товаров и их цены, а также те обязанности, которые люди, имеющие отношение к экономике и работающие на частных предприятиях, должны выполнять».
Оригинальный текст (нем.)Die angewandte Wirtschaftsethik analysiert, kritisiert und formuliert diejenigen Tugenden oder Präferenzen für Güter und Werte und diejenigen Pflichten, die für Menschen, die in der Wirtschaft und in Wirtschaftsunternehmen arbeiten, gelten sollen.
— Peter Koslowski: Stichwort „Wirtschaftsethik“, in: Annemarie Pieper, Urs Turnherr: Angewandte Ethik, Beck, München 1998, 197-218, 213
Задача этики предпринимательства состоит в том, чтобы обозначить границы справедливого положения вещей и справедливого обмена. Целесообразным является следовать экономической рациональности. Искажения, ведущие к неправильным результатам, таким как нечестная конкуренция, взятки или коррупция, являются запрещенными в данной контексте, как и все другие практики и структуры, негативно влияющие на распределение ресурсов. Те, кто отказываются от действий, мешающих развитию рынка, поступают честно с этической точки зрения. Справедливый обмен означает соответствие продукта и его цены, то есть разумные границы получения справедливых цен, которые ведут к взаимной прибыльности торговой сделки. Использование рыночной силы или спекулирование на качестве продукта, которые реализуются посредством несоразмерных цен, расценивается в этом смысле как постыдный поступок.
Предпринимательская этика как прескриптивная дисциплина берет на себя ведущую роль права, в котором кодифицируются нормативные представления, чтобы гарантировать их выполнение даже посредством принуждения.

## Политическая деятельность
Петер Козловски принимал активное участие в программе «Социальная рыночная экономика». Он работал в рамках промоакций, поддерживая идею «Социальная рыночная экономика сделает это лучше… так как она есть капитализм, обладающий гуманным обликом».

## Сочинения
- Этика капитализма (С коммент. Дж. М. Бьюкенена). Эволюция и общество : Критика социобиологии. / Пер. с нем. и ред. М. Н. Грецкого. — СПб. : Экон. шк., 1996. — 157,[1] с. — (Этическая экономия : Исследования по этике, культуре и философии хозяйства; Вып. 1) (Библиотека «Экономической школы») — ISBN 5-900428-27-3
- Прощание с марксизмом-ленинизмом : О логике перехода от развитого социализма к этическому и демократическому капитализму. Очерки персоналистской философии / Пер. с нем. под ред. М. Н. Грецкого. — СПб. : Экон. шк., 1997. — 214,[1] с. — (Этическая экономия) (Библиотека «Экономической школы») — ISBN 5-900428-29-X
- Культура постмодерна. — М. : Республика, 1997. — 238, [1] с. — (Философия на пороге нового тысячелетия) — ISBN 5-250-02636-2
- Общество и государство : неизбежный дуализм / Пер. с нем. Е. Л. Петренко. — М. : Республика, 1998. — 367 с. — (Философия на пороге нового тысячелетия) — ISBN 5-250-02682-6
- Миф о модерне : Поэтическая философия Эрнста Юнгера / [Пер. с нем. М. Б. Корчагиной]. — М. : Республика, 2002. — 238, [1] с. — (Философия на пороге нового тысячелетия) — ISBN 5-250-01851-3
- Этика банков : уроки финансового кризиса : учебное пособие для студентов, обучающихся по направлению «Экономика» (уровень бакалавриата) / Пер. с нем. О. У. Ависа ; ФГОБУ ВПО «Финансовый ун-т при Правительстве Российской Федерации». — М. : Кнорус, 2014. — 266, [1] с. ISBN 978-5-406-02049-4